# Fužine, Gorenja vas-Poljane
Fužine este o localitate din comuna Gorenja vas - Poljane, Slovenia, cu o populație de 98 de locuitori.